# NGC 1616
NGC 1616 est une galaxie spirale située dans la constellation du Burin. NGC 1616 a été découverte par l'astronome britannique John Herschel en 1835.

## Caractéristiques
Sa vitesse par rapport au fond diffus cosmologique est de 4 447 ± 10 km/s, ce qui correspond à une distance de Hubble de 65,6 ± 4,6 Mpc (∼214 millions d'al).
À ce jour, une douzaine de mesures non basées sur le décalage vers le rouge (redshift) donnent une distance de 56,650 ± 4,885 Mpc (∼185 millions d'al), ce qui est à l'intérieur des valeurs de la distance de Hubble. Notons cependant que c'est avec la valeur moyenne des mesures indépendantes, lorsqu'elles existent, que la base de données NASA/IPAC calcule le diamètre d'une galaxie et qu'en conséquence le diamètre de NGC 1616 pourrait être d'environ 41 kpc (∼134 000 al) si on utilisait la distance de Hubble pour le calculer.
La classe de luminosité de NGC 1616 est II-III et elle présente une large raie HI.